# 二次元ドリームマガジン
『二次元ドリームマガジン』（にじげんドリームマガジン）は、キルタイムコミュニケーションが発行している隔月刊ジュブナイルポルノ小説誌である。愛称は「ニジマガ」「ドリマガ」「ゲドマガ」。

## 概要
母体である二次元ドリームノベルズの好調を受け、2002年6月に創刊。2004年2月発売のvol.14にて雑誌コードを取得し、独立創刊した。それまでは『ゲーム批評』『PC-DIY』増刊号であった。
号数を重ねるにつれて、ノベルズ人気作品のコミック化、実験的読み切りの増加に伴い、雑誌本体も厚みを増し、2008年には300ページを越えた。これは創刊号の196ページから見て、およそ1.5倍の増加である。
掲載作品の傾向は二次元ドリームノベルズ及び二次元ドリーム文庫を踏襲し、「健全な鬼畜青少年を育てる」内容となっている。発刊当初は同レーベルで実績のある作家を起用した新規連載、既存作品の続編、一話短編読み切りなどに加え、何故か特定の自社作品をバッシングするなど、ほとんど悪ふざけに近い、人を食った内容のコラムや企画が大部分を占めていたが、次第にカラーイラストやコミックが分量を増し、ほぼ半分ずつの状態になっている。また、雑誌媒体であることを活かしてCD等の付録が充実していた時期もある。発売される月によっては搾乳、巫女などテーマがあり、冒頭のカラーイラストはそれに沿ったものになっている。
『コミックヴァルキリー』『コミックアンリアル』などの漫画誌が枝分かれした後、2019年10月号（Vol.108）を最後に季刊となり、電子書籍専売に移行しているが、2023年現在、定期的に発行されているジュブナイルポルノ小説誌は本誌のみである。

### イセリア英雄戦記
読者参加型小説として2009年6月号より掲載されていた。これは2009年4月号の投票で最も人気のあったジャンルである、ファンタジー戦争ものを毎月掲載していくというもので、読者は毎回2つの前篇の話を読んでどちらか見たいのを選び投票、得票数の多いほうが採用される。

## 掲載作家
- そりむらようじ
- 羽沢向一
- ちゆ14歳
- 稀見理都